# Erythrodiplax paraguayensis
Erythrodiplax paraguayensis är en trollsländeart som först beskrevs av W. Foerster 1905.  Erythrodiplax paraguayensis ingår i släktet Erythrodiplax och familjen segeltrollsländor. IUCN kategoriserar arten globalt som livskraftig. Inga underarter finns listade i Catalogue of Life.